# 이바노프란키우스크주
이바노프란키우스크주(우크라이나어: Івано-Франківська область)는 우크라이나 서부에 위치한 주로 주도는 이바노프란키우스크이며 면적은 13,900km2, 인구는 1,381,100명(2009년 1월 1일 기준)이다.
북쪽과 서쪽으로는 리비우주, 남서쪽으로는 자카르파탸주, 남쪽으로는 루마니아 마라무레슈 주, 남동쪽으로는 체르니우치주, 동쪽으로는 테르노필주와 접한다. 1918년부터 1939년까지 폴란드 제2공화국의 지배를 받았지만 1939년 12월 4일 소련에 속해 있던 우크라이나 소비에트 사회주의 공화국의 주로 신설되었으며 1939년부터 1962년까지는 스타니슬라우 주라는 이름을 사용하였다.

## 같이 보기
- 폴란드 제2공화국

## 참고
1. ↑  (영어) The number of the actual population as of January 1, 2009 보관됨 2010-03-12 - 웨이백 머신, 2010년 7월 5일 확인함